# Javier Comas
Javier Comas Carrasco es un escritor, fotógrafo y artista plástico español. Es conocido por sus obras LGBT. 

## Biografía
Nacido en la ciudad de Barcelona, reside primero Madrid, más tarde en Las Palmas y actualmente en Móstoles. Su formación artística, junto a su pasión por la cultura, queda impregnada en su obra literaria.

### Carrera profesional
Comienza su andadura profesional en el mundo de la danza, formando parte del cuerpo de baile de los espectáculos de cabaret de artistas como María José Cantudo y Esperanza Roy, o de programas televisivos como el Un, Dos, Tres. Tras unos años 80 intensos en el mundo del teatro, se ubica en Madrid desarrollando su actividad profesional como fotógrafo publicando en diversos medios.
Durante la primera década de los 2000 utiliza radiografías desechables del diagnóstico médico para realizar obras en base de aluminio, lienzo y acuarela aportando que consiguen colocarle en la primera línea del arte plástico.Expone en Barcelona, Madrid, Córdoba (Argentina), Mérida (Venezuela), Chicago (USA) y Florencia (Italia).
En la actualidad compagina sus funciones en el Hospital Fundación Alcorcón como Técnico en Cuidados Auxiliares de Enfermería con la publicación de sus obras literarias, con los que consigue varios galardones.

### Carrera literaria
Después de un compendio de relatos semieróticos en Divinas semillas en 2017, comienza la saga de misterio de los detectives Nieves García y Héctor Méndez con un primer volumen de éxito El secreto de Pinohermoso.La serie de novelas negras cuenta con cinco volúmenes, hasta el momento.
En 2023 presenta su novela Crónicas Inenarrables al concurso 'Todo Mejora de literatura juvenil lgbiq+' organizado por It Gets Better España y por Kabo&Bero Ediciones, saliendo ganador. La novela relata, de forma semiautobiográfica, el difícil camino de un adolescente homosexual en los años 70 hasta la estabilidad y la seguridad del amor en los años 2000. 

### Obra literaria
- Divinas semillas. Amazon editions. 2017.
- El Secreto de Pinohermoso o el misterio de la vicetiple desaparecida. Amazon editions. 2018.
- No tengo edad. Amazon editions. 2019.
- ¿Cuántos piercings caben en una oreja?. Amazon editions. 2020.
- Juegos de agua. Amazon editions. 2022.
- Rencor. Amazon editions. 2023.
- Crónicas inenarrables. Kabo&Bero Ediciones. 2024.

### Premios obra plástica
- Finalista en el II Concurso Ginefiv de Arte, Madrid, 2015.
- Premio RSNA, mejor imagen artística del año 2014 en Chicago, USA.
- Premio A&C Galery, Madrid, 2010.
- 1er Premio Fundaçaô EXTERIL de Arte Contemporáneo, Oporto, Portugal, 2008.
- Mención de Honor, Ayto. de San Martín de la Vega, 2007.
- Premio Círculo de Lectores, 1978, Barcelona.
- VI Concurso de Epitafios del Cementerio de Torrero. [8]

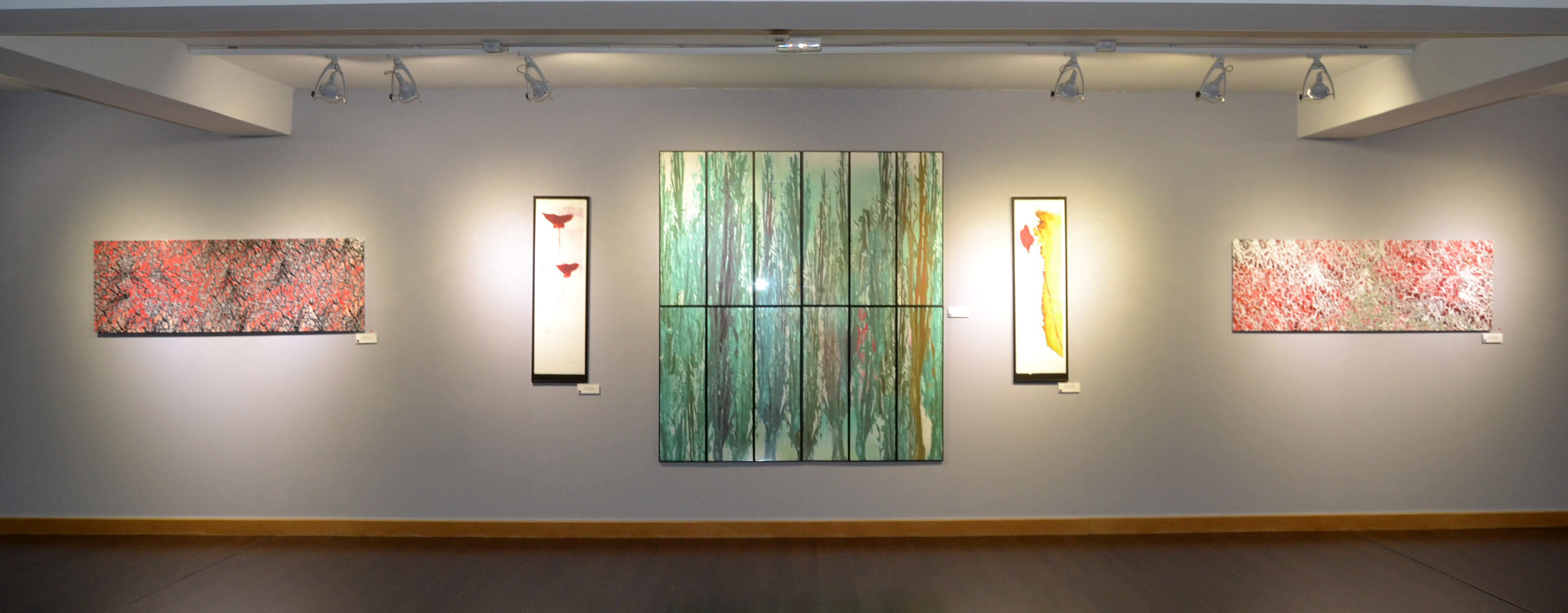
La exposición Naturaleza soñada explora los mundos oníricos de Javier Comas a través de la transformación de imágenes radiográficas

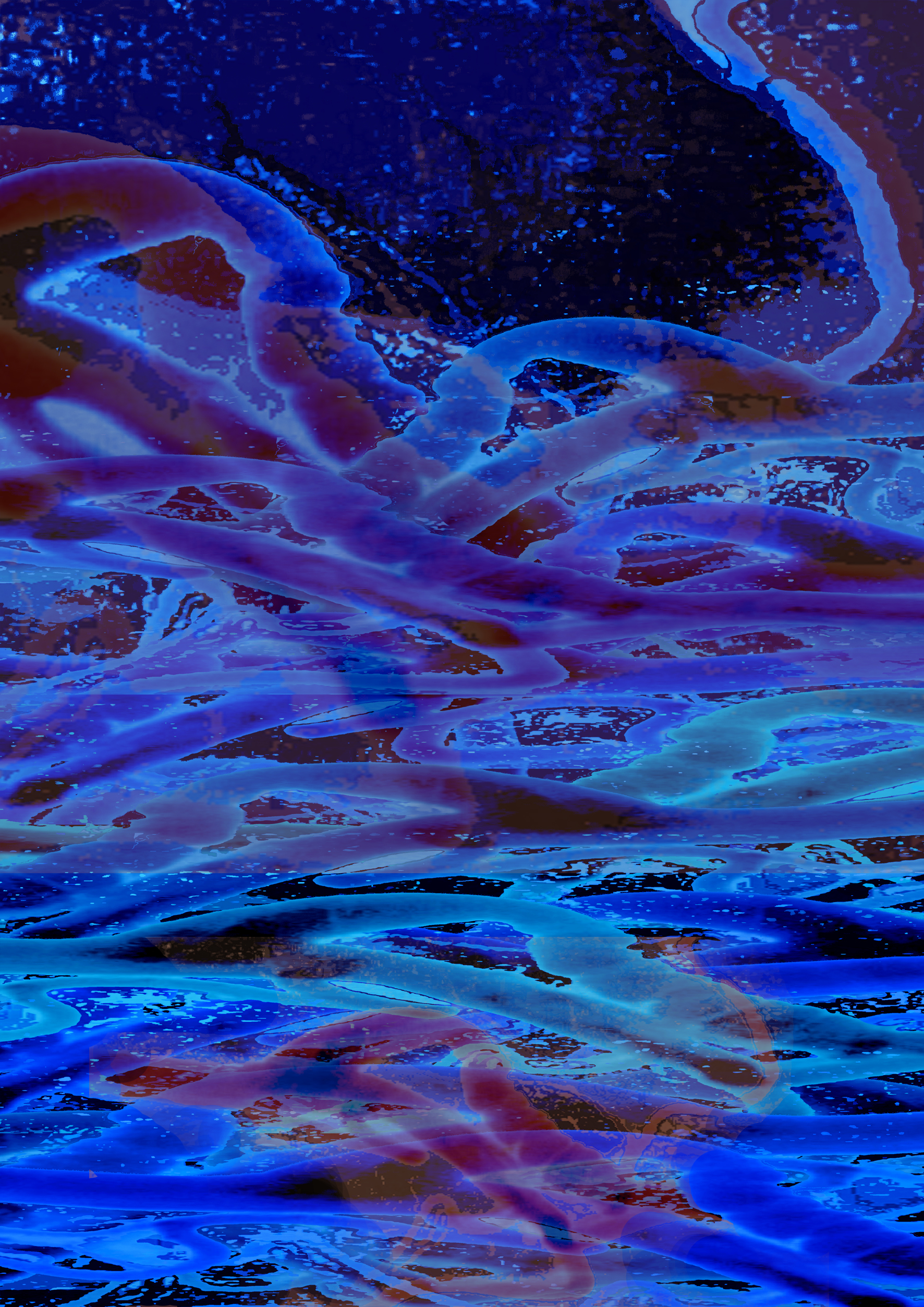
La exposición Naturaleza soñada explora los mundos oníricos de Javier Comas a través de la transformación de imágenes radiográficas. Esta obra «Egeo» está realizada con arteriografías coronarias.